# Boisko bezdomnych
Boisko bezdomnych – polski film obyczajowy z 2008 roku w reżyserii Kasi Adamik.
Zdjęcia powstawały w Warszawie, Zabrzu, Rudzie Śląskiej, Katowicach, Siemianowicach Śląskich i Wołominie na bocznym boisku tamtejszego klubu piłkarskiego Huragan Wołomin, od czerwca do grudnia 2007 r.

## Fabuła
Jacek Mróz był obiecującym piłkarzem, ale mając 17 lat doznał kontuzji nogi, która wykreśliła go ze sportu. Obecnie pracuje jako nauczyciel WF-u. Nie czuje się spełniony, zaczyna pić, żona wyrzuca go z domu. Zamieszkuje na Dworcu Centralnym. Tam spotyka garstkę ludzi, którzy grają w piłkę nożną czymkolwiek się da. Kiedy Jacek pokazuje swoje umiejętności, wpadają na pomysł utworzenia piłkarskiej drużyny bezdomnych. W jej skład wchodzą m.in.: „Indor” − były marynarz, potem więzień; Ukrainiec Mitro − niedoszły radziecki kosmonauta z klaustrofobią, oszalały na punkcie światowego spisku bankowiec zwany „Ministrem”, były ksiądz alkoholik, gruby „Wariat” i bezrobotny „Górnik”. Jacek zostaje ich trenerem. Ćwiczą najczęściej na dworcu. Tam Jacek poznaje swoją miłość – Sewkę, francuską studentkę pracującą dla organizacji humanitarnej.

## Obsada
- Marcin Dorociński – Jacek Mróz
- Rafał Fudalej – Alek
- Piotr Jagielski – syn Staszka
- Marek Kalita – „Minister”
- Krzysztof Kiersznowski – Staszek
- Eryk Lubos – Roman Gawron „Indor”
- Maciej Nowak – „Wariat”
- Dmitrij Piersin – Mitro „Kosmonauta”
- Jacek Poniedziałek – „Ksiądz” Jarek
- Dariusz Toczek – Mundek
- Bartłomiej Topa – „Górnik”
- Zbigniew Zamachowski – dziennikarz sportowy Andrzej Zakrzewski
- Joanna Grudzińska – Sewka
- Maria Seweryn – Ewa, żona Jacka
- Witold Dębicki – działacz sportowy
- Wojciech Kalarus – trener Wojtek
- Adam Baumann – prezes klubu w Rudzie Śląskiej
- Aleksander Mikołajczak – działacz sportowy
- Michał Żurawski
- Agnieszka Holland – kobieta na Dworcu Centralnym

i inni